# 勞多納城堡

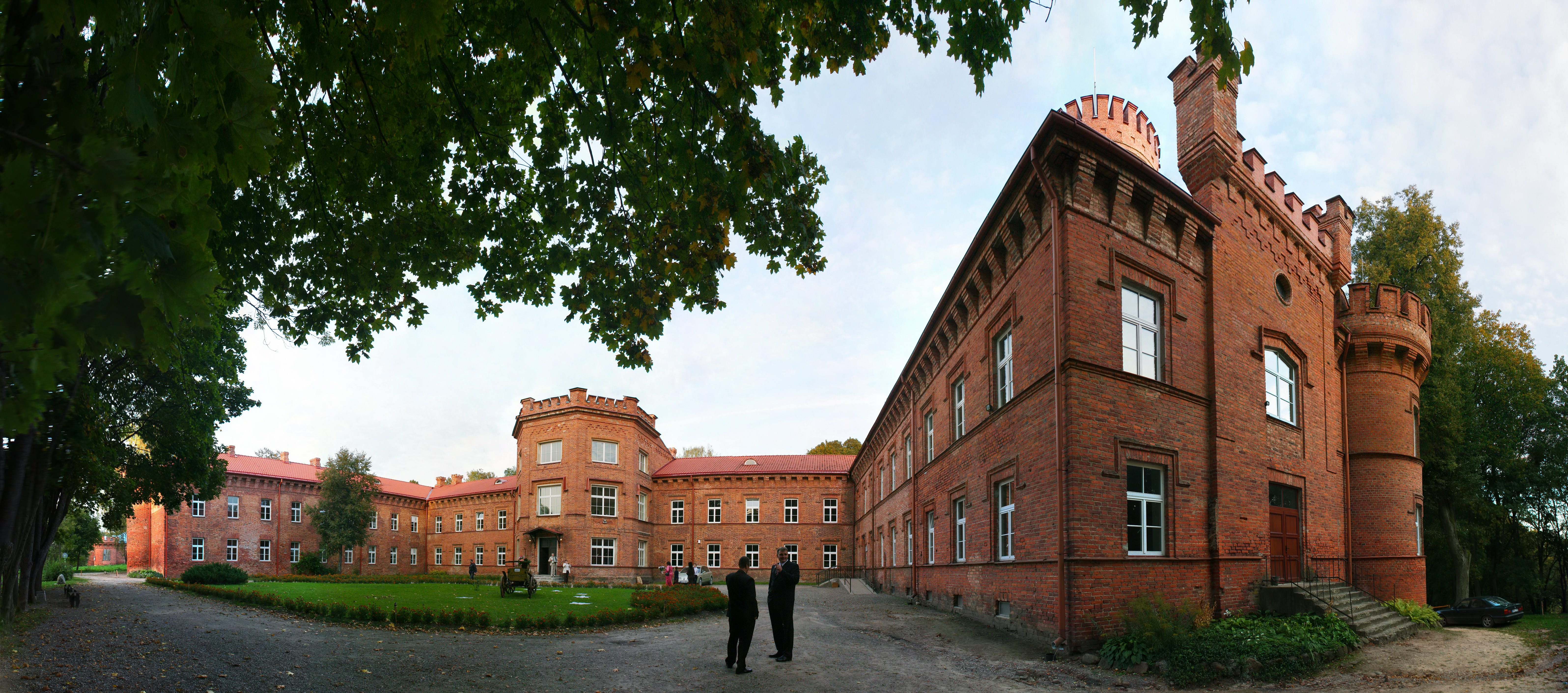
勞多納城堡

勞多納城堡（Raudonė Castle）是位於立陶宛勞多納的一座興建於19世紀的城堡，現在作為一座公立學校的校舍使用。該建築原本是一座條頓式城堡，在1937年成為立陶宛國家銀行的財產。